# Laetiacantha
Laetiacantha es un género de insecto coleóptero de la familia Chrysomelidae.

## Especies
Las especies de este género son:
- Laetiacantha distincta (Gahan, 1893)
- Laetiacantha elegans Laboissiere, 1923
- Laetiacantha ruficollis Laboissiere, 1921
- Laetiacantha subsudanica (Weise, 1907)
- Laetiacantha zavattarii Laboissiere, 1938